# آدریان تولوزا
آدریان تولوزا (انگلیسی: Adrián Toloza؛ زادهٔ ۵ ژوئن ۱۹۹۰) بازیکن فوتبال اهل آرژانتین است.